# قشلاق اجی اشمه علی حیدربیگ
قشلاق اجی اشمه علی حیدربیگ یک روستا در ایران است که در استان اردبیل واقع شده‌است. قشلاق اجی اشمه علی حیدربیگ ۲۱ نفر جمعیت دارد.